# Harri Olli
Harri Olli (Rovaniemi, 1985. január 15. –) finn síugró. Jelenleg az Ounasvaaran Hiihtoseura csapatánál edz, edzője Pekka Niemelä.
A Síugró-világkupában a 2003–2004-es idényben mutatkozott be, 6 pontot szerzett, ezzel a 70. helyen zárt. A következő idényben is indult az északi turné versenyein, de nem szerzett pontot. Az elmúlt idényben kisebb meglepetés volt jó szereplése: 90 pontot szerzett, és ezzel a 36. helyen zárt. A szapporoi versenynapokon érte el eddigi egyéni legjobbját: 2006. január 22-én 10. lett, egy nappal korábban 13. Az olimpiára nem vitték ki. Az északi turné csaknem minden versenyén 28. lett, 804 ponttal végül 22. lett. Összesítésben a 7. legjobb finn volt. Így a válogatott B-keretében szerepel (olyan sztárokkal együtt, mint Veli-Matti Lindström).
Ollira Nikunen a nyári Grand Prix-szezonban is számított. A hinterzarteni csapatversenyben, augusztus 4-én a finnek (Olli, Janne Happonen, Tami Kiuru, Matti Hautamäki) másodikak lettek, az egyéni versenyben Harri 5., ezzel ő volt a legjobb finn. A következő öt versenyen nem indult, majd szeptember elején Hakubában 10. lett, a következő három versenyen a középmezőnyben végzett, kétszer pontszerző helyen.
2006. szeptember 17-én a finn bajnokságban, Kuopióban nem került be az első tíz közé. November 11-én a finn szezon nyitóversenyén, az Ensi Lumin Rovaniemiben (K100) viszont 3. lett Ahonen és Lappi mögött.
A 2008-as sírepülő-vb csapat második helyét, egy kicsit másképp ünnepelte meg mint a többiek, elszökött a szállásról, két nővel szeretkezett egyszerre, majd részegen szidta a szövetségi kapitányt (kamerák előtt) és büszkén elmesélte hőstettét társinak is.
A nagy áttörést a 2008–2009-es szezon hozta, harmadik lett a négysáncverseny Garmisch-Partenkircheni állomásán, majd versenyt is sikerült nyernie február 14-én, Oberstdorfban.
Itt a sáncrekordot is megdöntötte 225,5 méterrel, a szezonban 9sszesen 3 versenyt nyert (Oberstdorf, Lillehammer, Planica), és 3 sáncrekordot döntött (Oberstdorf: 225,5 m, Liberec: 104,5 m, Vikersund: 219 m) meg.
Olli Fischer sílécekkel versenyez.

## Világkupa
| Szezonok | Helyezés | Pontszám |
| -------- | -------- | -------- |
| 2003–04  | 70.      | 6        |
| 2004–05  | –        | 0        |
| 2005–06  | 36.      | 91       |